# Savage Salvation
Savage Salvation (también titulada El río de la ira en español) es una película de suspenso estadounidense de 2022 dirigida por Randall Emmett y protagonizada por Jack Huston, Robert De Niro y John Malkovich.

## Argumento
Después de perder a su prometida por una sobredosis de heroína, un adicto rehabilitado busca vengarse del cartel responsable del suministro de drogas con un sheriff comprensivo siguiéndolo.

## Reparto
- Jack Huston como Shelby John
- Robert De Niro como el sheriff Mike Church
- John Malkovich como Peter
- Willa Fitzgerald como Ruby Red
- Quavo como Coyote
- Meadow Williams como el detective Zeppelin
- Dale Dickey como Greta
- Swen Temmel como Elvis Kincaid
- Noel Gugliemi como Silas
- Jon Orsini como Skeeter
- Clay Wilcox como Darius
- Winter Ave Zoli como Darlene

## Producción
El 8 de septiembre de 2020, se anunció que De Niro, Malkovich y Machine Gun Kelly participarían en la película. El 19 de octubre de 2020, se anunció que Taylor Kitsch había reemplazado a Machine Gun Kelly después de que este último se retirara debido a conflictos de programación. El 13 de noviembre de 2020, se anunció que Jack Houston había reemplazado a Kitsch. La producción de la película comenzó en noviembre de 2020. Malkovich filmó sus escenas en diciembre de 2020. La filmación terminó oficialmente en enero de 2021, y al mes siguiente, se anunció que Quavo y Willa Fitzgerald protagonizarían la película.

## Estreno
En marzo de 2021, The Avenue Entertainment adquirió los derechos de distribución de la película en América del Norte, con la intención de estrenarla a principios de 2022.